# Damn Small Linux
Damn Small Linux (tudi DSLinux, s kratico DSL) je ena izmed živih distribucij operacijskega sistema GNU/Linux, ki je na voljo v obliki zagonskega CDja ali USB-ključa. Narejena je bila z zamislijo, da naj bi sistem tekoče deloval na manj zahtevnih računalniških sistemih, tudi tistih računalnikih, ki bi bili drugače primerni za odpis. Razvijalci zatrjujejo, da celotna inštalacija nikoli ne bo presegala 50 MB velikosti ISO.
Zaradi majhne velikosti celotnega sistema, je distribucijo možno poganjati tudi z manjših pomnilniških naprav, vključujoč denarničine zgoščenke, manj zmogljivih USB-ključih, ZIP disketah, ...

## Zgodovina
Damn Small Linux je bil sprva vzdrževan le s strani Johna Andrewsa, danes pa je skupnost uporabnikov zrasla v projekt z več razvijalci. Med njimi je tudi Robert Shingledecker, ki je razvil sistem MyDSL, nadrorno ploščo in druga orodja.

## Značilnosti
Zadnja različica, ki je izšla 18. novembra 2008, je 4.4.10. Vključeni programi:
- Spletni brskalniki:
  - Mozilla Firefox
  - Dillo
  - Netrik
- Poštni odjemalec Sylpheed
- HTTP strežnik Monkey
- FTP odjemalec AxY
- FTP strežnik
- SSH/SCP odjemalec in strežnik, DHCP, PPP, PPPoE (ADSL), calculator, podpora za tiskanje, UnionFS, igre, programi s sistemskimi informacijami, orodja za ukazno vrstico, podpora USB, podpora Wi-Fi in PC card; podpora NFS, FUSE, SSHFS.
- Pisarna:
  - preglednice Siag
  - zmoglivejši urejevalec besedil Ted
  - Črkovalnik (samo ameriška angleščina)
- Preprosti urejevalniki besedil
  - Beaver
  - Vim
  - Nano
- Programa za obdelavo in ogled grafike: Xpaint in xzgv
- Xpdf
- predvajalnik glasbe XMMS
- urpravitelj datotek emelFM2
- program za naim (AIM, ICQ, IRC)
- Rdesktop

DSL ima vgrajene ukaze za inštalacijo paketov APT iz Debianovih spletnih skladišč.

## Različice
| različica                                       | datum             |
| ----------------------------------------------- | ----------------- |
| 1.0.1                                           | 15. april 2005    |
| 1.1                                             | 5. maj 2005       |
| 1.2.1                                           | 15. junij 2005    |
| 1.3.1                                           | 19. julij 2005    |
| 1.5                                             | 6. september 2005 |
| 2.0                                             | 22. november 2005 |
| 2.4                                             | 16. maj 2006      |
| 3.0                                             | 20. junij 2006    |
| 3.1                                             | 29. november 2006 |
| 3.2                                             | 18. januar 2007   |
| 3.3                                             | 3. april 2007     |
| 3.4                                             | 3. julij 2007     |
| 4.0 različici alfa in beta, kandidati za izdajo | jesen 2007        |
| 4.0                                             | 23. oktober 2007  |
| 4.1                                             | 2. december 2007  |
| 4.2                                             | 18. december 2007 |
| 4.3                                             | 22. april 2008    |
| 4.4                                             | 9. junij 2008     |

## Sistemske zahteve
DSL je na voljo za računalnike z arhitekturo x86. Ta vključuje procesorje Intel 386, 486, Celeron , Pentium, Pentium II, Pentium III, Pentium 4: AMD K6, Athlon in VIA C3. DSL je preskušen na sistemu s procesorjem Intel 486 in 16 MB RAMa.  Za zahtevnejše programe kot je OpenOffice.org je potrebno nekoliko več sistemskega spomina (RAM).